# IU (piosenkarka)
IU (kor. 아이유, ur. 16 maja 1993 w Seulu), właśc. Lee Ji-eun – południowokoreańska piosenkarka, autorka tekstów, kompozytorka i aktorka. Podpisała kontrakt z LOEN Entertainment (obecnie Kakao Entertainment) w 2007 roku jako stażystka i zadebiutowała jako piosenkarka w wieku piętnastu lat z albumem Lost and Found (2008), swoim pierwszym minialbumem. Choć jej kolejne albumy, Growing Up i IU...IM, przyniosły jej sukces komercyjny, to dopiero po wydaniu singla „Good Day”, głównego utworu z jej albumu Real z 2010 roku, osiągnęła narodową sławę. „Good Day” spędziło pięć kolejnych tygodni na szczycie południowokoreańskiej listy Gaon Digital Chart, a w 2019 roku zajęło pierwsze miejsce na liście „100 Najlepszych K-Popowych Piosenek Dekady” magazynu Billboard.
Dzięki sukcesowi swoich albumów z 2011 roku, Real+ i Last Fantasy z 2011 roku, IU ugruntowała swoją pozycję jako silna siła na listach muzycznych rodzimego kraju i dodatkowo wzmocniła swój wizerunek dziewczyny z sąsiedztwa jako „młodszej siostry” Korei. W 2011 roku miała także swoje pierwsze doświadczenie w pisaniu piosenek z „Hold My Hand”, który został napisany dla serialu telewizyjnego The Greatest Love. Trzeci album studyjny IU, Modern Times (2013), zaprezentował bardziej dojrzały styl muzyczny, który oznaczał odejście od jej wcześniejszego dziecięcego wizerunku, przy czym kilka utworów osiągnęło pierwszą dziesiątkę na liście Gaon Digital Chart. Album ten zajął drugie miejsce na liście „25 Najlepszych K-Popowych Albumów Dekady” magazynu Billboard. Następnie IU przejęła większą kontrolę nad swoją twórczością muzyczną; Chat-Shire po raz pierwszy została uznana za jedyną autorkę tekstów własnego albumu. Czwarty album studyjny IU, Palette (2017), stał się jej pierwszym, który osiągnął pierwsze miejsce na liście Billboard World Albums. Podczas gdy jej kolejne albumy Love Poem i Lilac nadal odbiegały od mainstreamowych stylów k-popowych, eksplorując i łącząc różne gatunki muzyczne, IU konsekwentnie utrzymywała swoją dominację na południowokoreańskich listach muzycznych. Jej singiel z 2020 roku „Eight” stał się pierwszym, który osiągnął pierwsze miejsce na liście Billboard World Digital Song Sales.
Poza karierą muzyczną, IU zająła się także aktorstwem oraz prowadzeniem programów radiowych i telewizyjnych. Po swojej roli drugoplanowej w dramacieSzkoła Marzeń (2011) i drobnych występach w kilku serialach telewizyjnych, została obsadzona w głównych rolach w serialach telewizyjnych You Are the Best! (2013), Pretty Man (2013–14), Producent (2015) i Moon Lovers: Scarlet Heart Ryeo (2016). Rola IU jako zdesperowanej pracownicy biurowej w serialu My Mister (2018) spotkała się z uznaniem krytyków, zaś zdobyła swoją pierwszą nominację do nagrody za najlepszą aktorkę w telewizji na 55. ceremonii rozdania nagród Baeksang Arts Awards. W 2019 roku wystąpiła w filmie antologicznym Persona oraz w serialu telewizyjnym fantasy Hotel del Luna, za którą otrzymała swoją drugą nominację do nagrody za najlepszą aktorkę na Baeksang Arts Awards. W 2022 roku IU zagrała w filmie Hirokazu Kore-edy Broker u boku Song Kang-ho, Bae Doony i Gang Dong-wona.
IU wydała łącznie pięć albumów studyjnych i dziewięć minialbumów, z czego pięć z nich osiągnęło pierwsze miejsce na liście Gaon Album Chart, oraz trzydzieści singli numer jeden, co czyni ją artystką z największą liczbą numerów jeden w Korei Południowej. Jako jedna z najlepiej sprzedających się solowych artystek w dominującym przez grupy przemyśle K-pop, IU stała się pierwszą solową artystką K-popową, która wystąpiła na Olympic Gymnastics Arena podczas seoulskiego etapu swojej trasy koncertowej Love, Poem w 2019 roku, a także pierwszą koreańską artystką, która odbyła solowy koncert, The Golden Hour, na stadionie olimpijskim w Seulu w dniach 17 i 18 września 2022 roku. Rolling Stone umieścił ją na 135. miejscu na liście najwybitniejszych wokalistów wszech czasów w rankingu z 2023 roku. Od 2012 roku była pięć razy uwzględniana w pierwszej dziesiątce corocznej listy Forbesa Korea Power Celebrity i osiągnęła szczytowe miejsce na trzecim miejscu w tym roku. W 2014 roku magazyn Billboard uznał IU za lidera wszech czasów swojej listy K-pop Hot 100 z największą liczbą utworów numer jeden i artystę z największą liczbą tygodni na pierwszym miejscu listy przebojów. W 2014 i 2017 roku została wybrana Piosenkarką Roku Instytutu Gallup Korea.

## Wczesne lata
IU urodziła się jako Lee Ji-eun 16 maja 1993 roku w Songjeong-dong w Seulu w Korei Południowej. Według IU, urodziła się w klanie Jeonju Yi, tym samym klanie co dawna koreańska monarchia. Już we wczesnym wieku IU wykazywała zainteresowanie karierą w branży rozrywkowej i zaczęła uczęszczać na zajęcia aktorskie. Po ukończeniu szkoły podstawowej sytuacja finansowa jej rodziny pogorszyła się, co doprowadziło do przeprowadzki w pobliże Uijeongbu, w prowincji Gyeonggi. Ona i jej młodszy brat mieszkali z dala od rodziców w pokoju studyjnym z babcią i kuzynką przez ponad rok w warunkach wielkiego ubóstwa. IU miała niewiele kontaktu z rodzicami przez ten okres czasu, ale czuła się bezpiecznie pod opieką swojej babci.
W czasie nauki w szkole średniej IU odkryła swoją pasję do śpiewania i postanowiła zostać piosenkarką po tym, jak została oklaskana za występ podczas szkolnego konkursu sportowego. Wzięła udział w 20 przesłuchaniach, ale nie udało jej się odnieść sukcesu w żadnym z nich, została także oszukana przez fałszywe agencje rozrywkowe. Później szkoliła się w Good Entertainment razem z Uee, Yubinem, Heo Ga-yoonem i Jun Hyo-seongiem. Po podpisaniu kontraktu z LOEN Entertainment w 2007 roku przeprowadziła się do Bangbae w Seulu. Ze względu na swoje trudne warunki życia w tamtym czasie, IU stwierdziła, że „uwielbia przebywać w studiu”, gdzie mogła jeść tyle, ile chciała, i miała miejsce do spania.
Jej rozwijająca się kariera spowodowała zmniejszenie frekwencji w szkole i obniżenie ocen, z wyjątkiem literatury koreańskiej. Po ukończeniu Dongduk Girls' High School w 2012 roku, IU postanowiła nie kontynuować nauki na poziomie uczelni wyższej równolegle ze swoją karierą wokalną.

## Kariera

### 2008–2009: Początki kariery

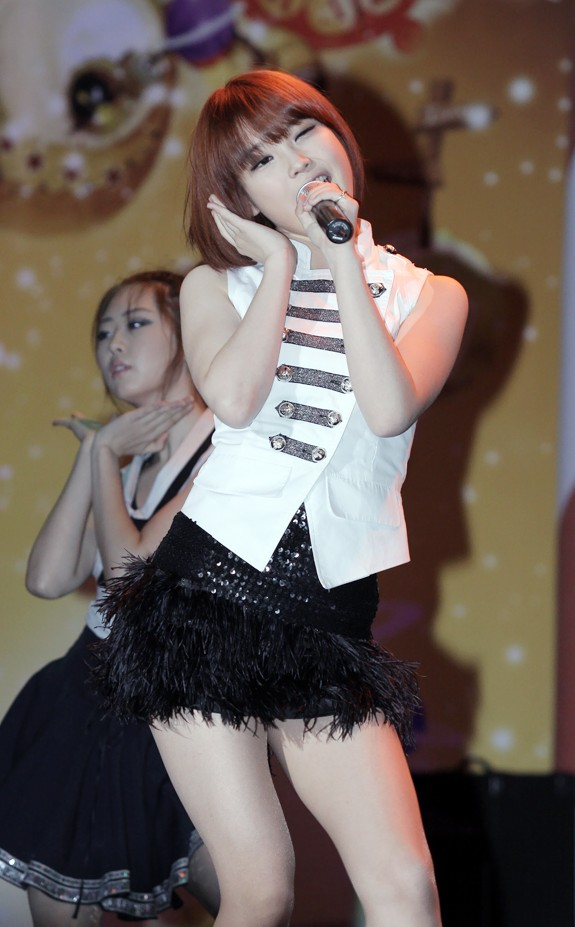
IU wykonuje „Boo” 29 października 2009 roku.

Po dziesięciomiesięcznym szkoleniu IU zadebiutowała w 2008 roku pod swoim pseudonimem scenicznym, stworzonym przez LOEN jako oznaczenie „JJa i Ty stajemy się jednością poprzez muzykę”. Wykonała swój debiutancki singiel, „Lost Child”, po raz pierwszy na żywo w programie muzycznym M Countdown 18 września 2008 roku, co stanowiło jej debiutanckie wystąpienie jako zawodowa piosenkarka. IU wspomina, że tłum wyśmiewał ją podczas tego występu i początkowo czuła się zniechęcona tym, chociaż teraz uważa to za korzystne doświadczenie. „Lost Child” jest głównym singlem z jej debiutanckiego minialbumu Lost and Found, który został wydany 24 września 2008 roku. Za ten album IU została nagrodzona tytułem „Debiutantka Miesiąca” przez Ministerstwo Kultury, Sportu i Turystyki Korei Południowej w listopadzie tego samego roku. Jednakże, album nie odniósł sukcesu komercyjnego. W wywiadzie z 2011 roku IU powiedziała: „Mój pierwszy album zawiódł, ale jestem za to wdzięczna. Gdybym odniosła sukces od razu po debiucie, nie doceniłabym moich pracowników i popularności, której teraz doświadczam”.
23 kwietnia 2009 roku IU wypuściła swój pierwszy album studyjny zatytułowany Growing Up z głównym singlem promocyjnym „Boo”. Utwór zwrócił uwagę ze względu na wyraźny kontrast stylu muzycznego w porównaniu z „Lost Child”, który został opisany jako „ciężki” i „mroczny” ballada w porównaniu z „brzmieniem retro” z lat 80. „Boo”. Uznano to za „strategiczną” transformację, a choreografia taneczna, strój sceniczny i fryzura pokazywane podczas występów na żywo miały podkreślać jej młodość i stworzyć „uroczy” wizerunek. Choć spotkało to się z pozytywnym odzewem publiczności, IU, która miała wtedy piętnaście lat, przyznała, że ten wizerunek sprawiał, że czuła się niezręcznie. Kilka utworów z Lost and Found znalazło się na jej debiutanckim albumie studyjnym Growing Up, w tym „You Know”; jako kolejny singiel „Boo” ukazała się nowa , rockowa aranżacja utworu. Pod koniec 2009 roku IU wydał swój drugi minialbum,, IU...IM. Rozpoczęła promocję głównego singla „Marshmallow” w programach muzycznych od 13 listopada 2009 roku. Wspominając te występy, IU powiedziała w jednym z odcinków programu Happy Together z 2013 roku, że nie lubiła nosić dziewczęcych kostiumów i fryzur, które były modne podczas promocji piosenki. Występy spotkały się z pozytywnym odbiorem i ponownie zostały określone jako „urocze”, co przypominało recenzje dotyczące „Boo”.
W miarę wzrostu popularności IU zaczęła częściej pojawiać się w programach rozrywkowych, występując między innymi w Star Golden Bell, Kim Jung-eun's Chocolate i You Hee-yeol's Sketchbook. Jej akustyczne covery piosenek innych artystów, takich jak „Gee” zespołu Girls’ Generation, „Sorry, Sorry” Super Junior i „Lies” zespołu Big Bang, które pojawiły się podczas tych występów na żywo, spotkały się z ogromnym zainteresowaniem w Internecie.  Pod koniec 2009 roku po raz pierwszy została prezenterką telewizyjną, prowadząc cotygodniowy program muzyczny na antenie Gom TV, jednocześnie pojawiając się jako stały gość w wielu programach radiowych, takich jak Kiss the Radio, Volume Up, Starry Night na MBC Standard FM oraz Best Friend Radio na MBC FM4U.

### 2010–2011: Rosnąca popularność i debiut aktorski
3 czerwca 2010 roku IU wydała utwór „Nagging”, duet nagrany wspólnie z Lim Seul-ongiem z 2AM. Singiel zadebiutował na dwunastej pozycji na liście Gaon Digital Chart i w następnym tygodniu awansował na pierwsze miejsce, gdzie utrzymał się przez trzy tygodnie. Utwór, napisany przez Kim Eana i skomponowany przez Lee Min-soo, to popowy duet balladowy, który został wykorzystany jako jedna z piosenek przewodnich drugiego sezonu programu rozrywkowego We Got Married. Niedługo potem IU wydała „Because I'm a Woman”, jedna z piosenek przewodnich dramatu historycznego MBC Road No. 1. Utwór osiągnął szczyt na szóstej pozycji na liście Gaon Digital Chart. Kolejna współpraca IU, tym razem z Sung Si-kyungiem przy utworze „It's You” na jego albumie The First, zadebiutowała na pierwszym miejscu na liście Gaon Digital Chart.
Trzeci minialbum IU,, Real, został wydany 9 grudnia 2010 roku. Wyprodukowany przez Jo Yeong-cheola i Choi Gap-wona, Real zadebiutował na czwartym miejscu listy Gaon Album Chart. Główny singiel, „Good Day”, ponownie połączył IU z autorką tekstów Kim Eaną i kompozytorem Lee Min-soo po „Nagging”, z którymi współpracowała ponownie przy głównych singlach swoich dwóch kolejnych albumów studyjnych. Jak wyjaśniła Kim Eana, piosenka o szybkim tempie opowiada o „nieśmiałej dziewczynie, która czuje się zestresowana wyrażeniem swoich uczuć chłopakowi, którego lubi”. W trakcie promocji albumu, IU zdobyła pierwsze miejsca na listach programów muzycznych, takich jak M Countdown, Music Bank i Inkigayo. Zarówno Kim Eana, jak i Lee Min-soo uważali, że głównymi czynnikami sukcesu piosenki są użycie słowa oppa (오빠) w refrenie, oraz trzy wysokie nuty, które IU śpiewa w półtonowych interwałach podczas klimaksu piosenki. Oprócz otrzymania uznania za jej umiejętności wokalne, baza fanów IU również poszerzyła się o bardziej zróżnicowany demograficznie grono w porównaniu do innych grup K-popowych. Magazyn Billboard umieścił „Good Day” na pierwszym miejscu na swojej liście „100 Najlepszych Piosenek K-popowych z lat 2010-tych”.
IU dołączyła do obsady programu Heroes, który był emitowany od 18 lipca 2010 roku do 1 maja 2011 roku. Mówiąc życzliwie o programie, IU wspominała o koleżeństwie, jakie zbudowała z innymi stałymi członkami obsady pomimo napiętych dwudniowych harmonogramów zdjęć, które pozwalały im na zaledwie dwie-trzy godziny snu. Krótko po dołączeniu do Heroes IU dostała rolę w dramacie dla nastolatków Dream High. Zdjęcia trwały od grudnia 2010 do lutego 2011 roku, podczas których pozostała zaangażowana zarówno w Heroes, jak i dotychczasową promocje „Good Day”. W swojej pierwszej roli aktorskiej IU zagrała Kim Pil-sook, nieśmiałą uczennicę z nadwagą szkoły marzącą o zostaniu profesjonalną piosenkarką.  Przyznając, że wątpiła w swoją gotowość do podjęcia się aktorstwa, IU zauważyła, że zyskała pewność siebie, dowiadując się, że rola będzie wymagała śpiewania, a później opisała doświadczenie jako niezwykle przyjemne. Na ścieżkę dźwiękową serialu wydała singiel „Someday”, który osiągnął pierwsze miejsce na liście Gaon Digital Chart w tygodniu od 30 stycznia do 5 lutego 2011 roku. Do końca 2011 roku singiel sprzedał się w 2 209 924 egzemplarzach cyfrowych i jest jednym z najlepiej sprzedających się singli IU ze ścieżką dźwiękową.
Kontynuacją minialbumu Real był wydany 16 lutego 2011 roku minialbum zatytułowany Real+, zawierający trzy utwory. Główny singiel „Only I Didn’t Know”został skomponowany przez piosenkarza i autora tekstów Yoon Sanga, a teksty napisała Kim Eana. Yoon Sang napisała piosenkę dla IU po tym, jak w programie telewizyjnym zauważyła jej chwilową smutną minę. Ton ballady odbiegał od jej nowszych wydawnictw, a IU określiła ją jako mroczną, smutną i sentymentalną, co jest bliższe jej preferencjom muzycznym. Piosenka odniosła sukces komercyjny, zadebiutowała na pierwszym miejscu listy Gaon Digital Chart.

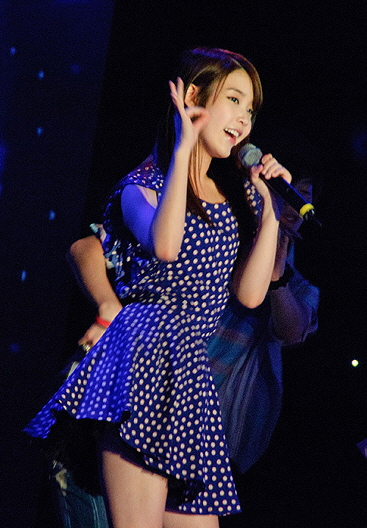
IU występuje na imprezie inaugurującej Disney Channel i Disney Junior w Korei Południowej 29 czerwca 2011 roku.

Po zakończeniu Dream High IU zaangażowało się w różne projekty poboczne. 10 marca 2011 roku IU wystąpiła jako support przed pierwszym solowym koncertem brytyjskiej piosenkarki i autorki tekstów Corinne Bailey Rae w Seulu z dwoma piosenkami, po czym dołączyła do Bailey Rae podczas jej występu „Put Your Records On”. Bailey Rae, którą IU opisała jako swój wzór do naśladowania, powiedziała o IU: „To niesamowite, że jej głos jest tak uduchowiony, mimo że jest młoda”. W tym samym miesiącu IU została jedną z nowych prowadzących programu muzycznego Inkigayo, funkcję tę pełniła do lipca 2013 roku. W maju 2011 roku IU nagrała swoją pierwszą autorską piosenkę, „Hold My Hand”, dla telewizyjnego serialu romantyczno-komediowego Największa miłość. Piosenka osiągnęła szczyt na drugim miejscu na liście Gaon Digital Chart i w 2011 roku sprzedała się w liczbie 2 031 787 kopii cyfrowych. W okresie od maja do lipca 2011 roku IU brała udział w konkursie reality-show na lodzie, Kim Yuna's Kiss & Cry, jako celebrytka, aż do momentu wyeliminowania jej w ósmym odcinku. W tym czasie brała również udział w programie Immortal Songs: Singing the Legend, ale ostatecznie wycofała się po nagraniu jednego odcinka ze względu na napięty harmonogram. Na temat swojej wszechstronnej działalności rozrywkowej IU zauważyła, że choć śpiewanie, aktorstwo i programy rozrywkowe są trudne, to programy rozrywkowe są dla niej najbardziej męcząca.
Drugi album studyjny IU, Last Fantasy, został wydany 29 listopada 2011 roku. Korea JoongAng Daily opisał album jako taki, który „odpowiadałby wszystkim rodzajom muzycznych gustów i fanów”, podczas gdy Billboard zwrócił uwagę na „filmowy klimat” albumu, jaki wyznacza otwierający utwór „Secret”. Wyprodukowany przez Jo Yeong-cheola, z którym IU współpracowała przy Realu, album zawiera współprace z piosenkarzami i autorami tekstów takimi jak Yoon Sang, Lee Juck i Ra.D. Całkowita liczba sprzedaży pobrań z utworów albumu przekroczyła 10 milionów w ciągu pierwszych dwóch tygodni. Osiem z trzynastu utworów z albumu zadebiutowało w pierwszej dziesiątce listy Gaon Digital Chart, podczas gdy album zadebiutował na pierwszym miejscu listy Gaon Album Chart. Główny singiel „You & I” stał się najbardziej komercyjnie udanym singlem IU, z prawie 5,5 miliona sprzedanych kopii cyfrowych do końca 2012 roku. Zdobył pierwsze miejsce na liście Gaon oraz na nowo utworzonej liście Billboard K-pop Hot 100 w momencie premiery.
Krótko przed wydaniem Last Fantasy, IU podpisała kontrakt z  EMI Music Japan (obecnie część Universal Music Japan), co było prekursorem jej wejścia na rynek japoński. Wybrana grupa jej wcześniej wydanych piosenek została skompilowana w minialbum pod nazwą I□U, który został wydany w Japonii 14 grudnia 2011 roku.

### 2012: debiut w Japonii i pierwsza solowa trasa koncertowa

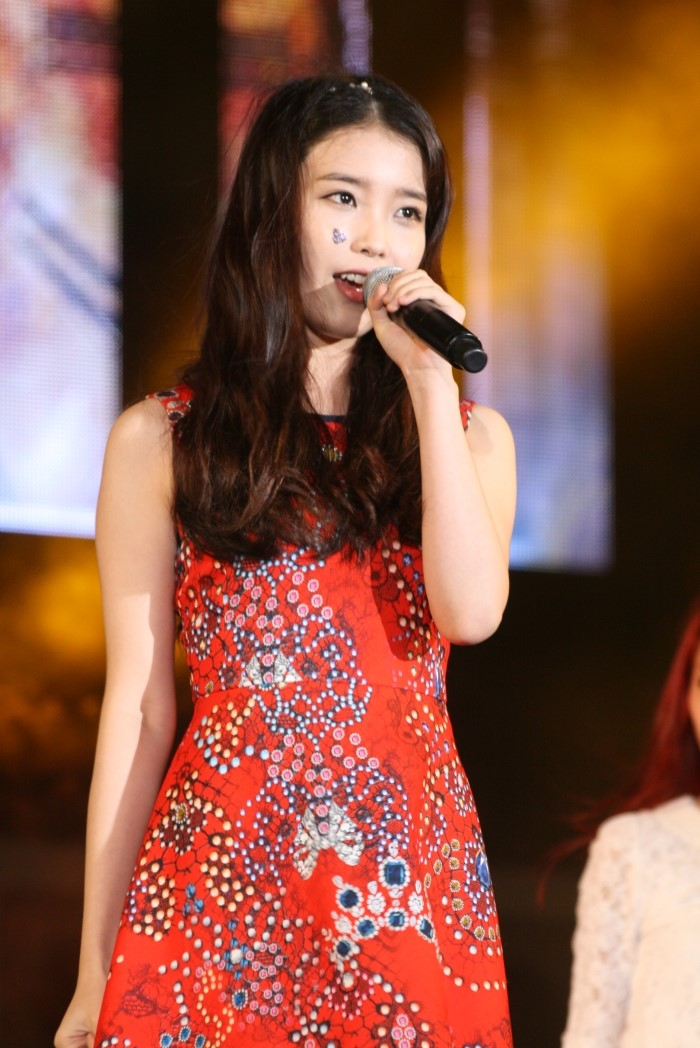
IU występujący na Expo Pop Festival 3 lipca 2012 roku.

W związku z kontynuacją promocji Last Fantasy i jej głównego singla „You & I” w Korei Południowej, IU rozpoczęła przygotowania do swojego debiutu w Japonii, dając dwa koncerty w Bunkamura Orchard Hall w Shibuya w Tokio dla około 4000 widzów w programie 24 stycznia 2012 roku. Wykonała sześć piosenek, w tym swój debiutancki singiel, „Lost Child”, oraz japońską wersję „Good Day”. Po koncercie zarówno „Good Day”, jak i „You & I” zostały wydane jako nowe single w Japonii z przetłumaczonymi tekstami, odnosząc umiarkowany sukces. Według japońskiej listy Oricon Singles Chart, singel Good Day sprzedał się w liczbie 21 000 fizycznych kopii w pierwszym tygodniu od wydania, zajmując szóste miejsce na liście. Na liście Billboard Japan Hot 100 „Good Day” osiągnęła szczyt na pozycji piątej. „You & I” zajął czwarte miejsce na liście Oricon Singles Chart i jedenaste na liście Billboard Japan Hot 100. W ramach promocji swoich japońskich singli IU koncertowała w pięciu miastach - Tokio, Sapporo, Nagoi, Osace i Fukuoce - w ramach mini-serii koncertów o nazwie IU Friendship Showcase - Spring 2012.
W czerwcu 2012 roku IU wyruszyła w swoją pierwszą trasę koncertową Real Fantasy. Zagrała koncerty w sześciu różnych miastach Korei Południowej, zaczynając od dwóch w Seulu. Występy otwierające odbywające się w dniach 2–3 czerwca zostały wyprzedane w ciągu 30 minut od rozpoczęcia sprzedaży biletów 17 kwietnia. Podano, że 43,8% nabywców biletów miało między 20 a 29 lat, podczas gdy 71% stanowili mężczyźni, co było uznawane za nietypowe dla koncertu K-pop. Trasa była kontynuowana w Ulsan, Jeonju, Suwon, Busan i Daegu, po czym wróciła do Seulu z dwoma koncertami, które zakończyły się 23 września 2012 roku. Gościnnie wystąpili Ra. D, Lim Seul-ong i Lee Seung-gi.
Ze względu na swoje zobowiązania związane z przygotowaniami do swojej pierwszej solowej trasy koncertowej, IU nie była w stanie uczestniczyć w promocji radiowej i telewizyjnej swojego piątego koreańskiego minialbumu, Spring of a Twenty Year Old, który ukazał się 11 maja 2012 roku. Album, nazwany dla uczczenia 20 urodzin IU w kalendarzu koreańskim, zawiera trzy piosenki, z których głównym singlem jest „Peach”. Skomponowany przez IU utwór „Peach” zajął drugie miejsce na liście Gaon Digital Chart i trzecie miejsce na liście Billboard K-pop Hot 100. Drugim singlem wydanym z albumu był „Every End of the Day”, który przez dwie kolejne tygodnie zajmował pierwsze miejsce na liście Gaon Digital Chart oraz przez cztery tygodnie na liście Billboard K-pop Hot 100. Zamiast zwykłego teledysku trwającego 4–5 minut, który zazwyczaj towarzyszy wydaniu singla, nakręcono 26-minutowy film muzyczny w stylu dokumentalnym w Wenecji i na Burano nakręcono 26-minutowy film muzyczny w stylu dokumentalnym, który został wydany razem z albumem, zawierając zarówno „Peach”, jak i „Every End of the Day”.
IU powróciła do Japonii 17 września 2012 roku, aby wystąpić na jednym koncercie, zatytułowanym IU Friendship Special Concert - Autumn 2012, w Tokyo International Forum przed publicznością liczącą ponad 5 000 osób. Z gościnnym występem zespołu Sunny Hill, IU wykonała mieszankę swoich własnych piosenek oraz coverów koreańskich i japońskich utworów, takich jak „Juliette” Shinee, „Friend” Anzena Chitai i „Aishiteru” z serii anime Natsume's Book of Friends. Nagrania na żywo piosenek „Friend” i „Aishiteru” z tego wydarzenia zostały później wydane jako promocyjne single cyfrowe. Podczas końcowych etapów trasy Real Fantasy i promocji w Japonii, IU wznowiła swoje obowiązki prowadzenia programu Inkigayo po trzymiesięcznej przerwie spowodowanej zobowiązaniami koncertowymi. Stała się również gospodynią krótkotrwałego programu telewizyjnego MBC Quiz Show Q wraz z Park Myeong-su i Sun Bom Soo. 29 grudnia IU prowadziła 2012 SBS Gayo Daejeon, coroczny program muzyczny, razem z Bae Suzy i aktor Jung Gyu-woon. Została wybrana przez producenta programu ze względu na swoje umiejętności prowadzenia, które zaprezentowała w Inkigayo.
Za swoje osiągnięcia w minionym roku, IU zdobyła dwa nagrody na gali Seoul Music Awards 2012; Last Fantasy zostało uznane za Album Roku, a ona sama znalazła się wśród dziesięciu wykonawców muzycznych, którzy otrzymali Nagrodę Główną. Na Korean Music Awards „Good Day” zostało uznane za Piosenkę Roku i Najlepszą Piosenkę Pop, a IU otrzymała tytuł Kobiety Roku w Muzyce (głosowanie internautów). Magazyn Billboard nazwał IU jedną z najgorętszych muzyków poniżej 21 roku życia w 2012 roku ze względu na jej „unikalny urok i niezaprzeczalne hity, które uczyniły ją prawdziwą supergwiazdą”.

### 2013: Pierwsze główne role iModern Times

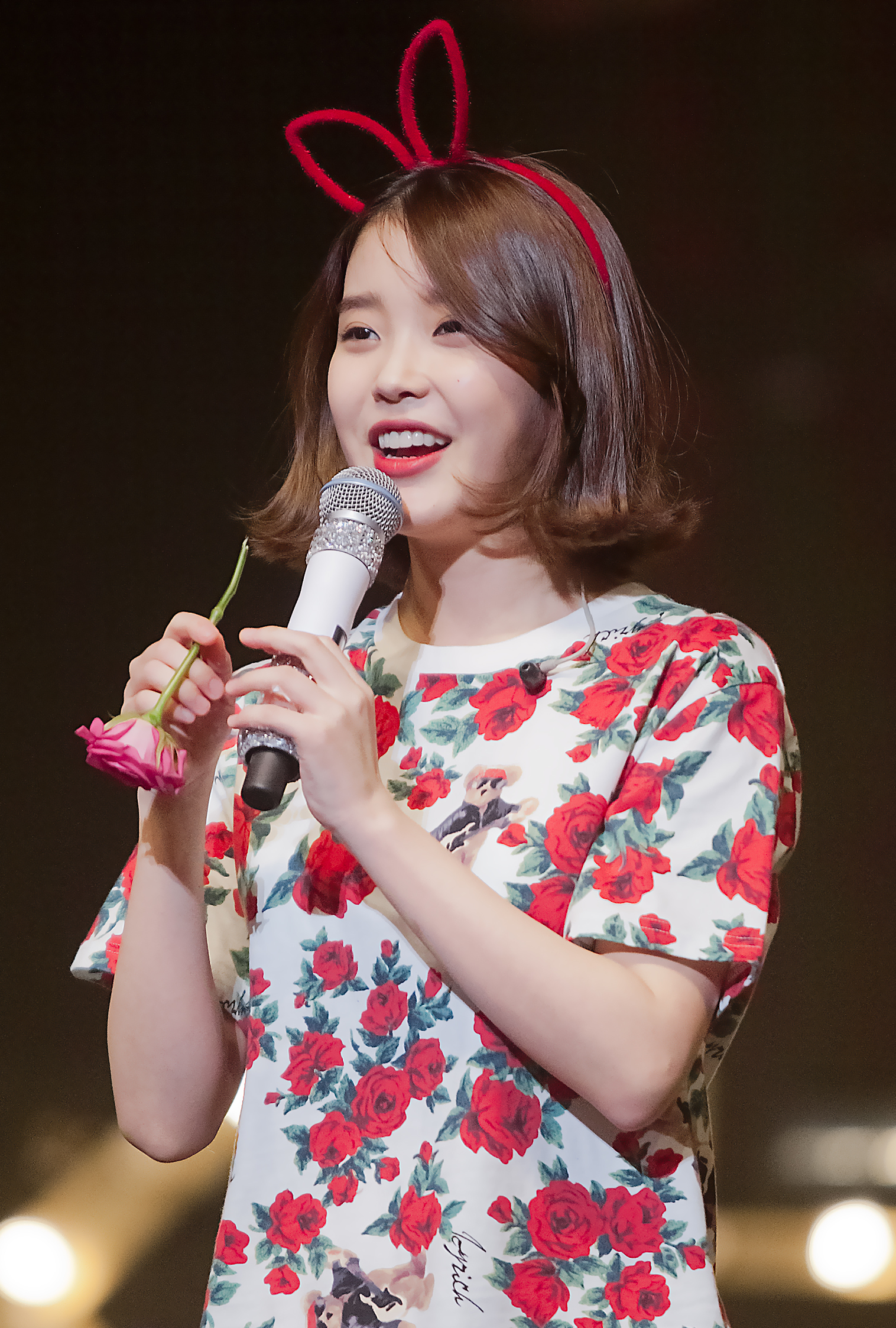
IU na koncercie Modern Times w Busan w Korei Południowej, 1 grudnia 2013 roku.

IU rozpoczęła rok 2013 od przyjęcia swojej pierwszej głównej roli w serialu telewizyjnym, grając tytułową rolę w You Are the Best!. Jej postać została opisana jako „przegrana”, pozornie przeciętna pod każdym względem, z wyjątkiem odważnej i bystrej osobowości, która pomaga jej pokonywać trudności.  Pomimo obaw dotyczących obsadzenia kogoś, kto jest bardziej znany jako piosenkarka, reżyser Yoon Sung-sik postanowił obsadzić IU po obejrzeniu jej występu w Dream High i uznał, że pasuje do wizerunku, jaki wyobrażał sobie dla tej postaci. Jej partnerzy z obsady, Go Doo-shim i Lee Ji-hoon, oraz ekipa produkcyjna chwalili jej występ, szczególnie podczas scen emocjonalnych. W miarę rozwoju serialu występ IU zebrał pozytywne recenzje krytyczne pomimo wczesnych zastrzeżeń co do jej obsady, a wskaźniki oglądalności osiągnęły szczyt na poziomie 30,8%. Była nominowana do Nagrody za Doskonałą Grę Aktorską (Najlepsza Aktorka w Serialu Serialowym) na KBS Drama Awards 2013. Na potrzeby dramatu wydała nagranie w duecie z jej partnerem Jo Jung-suk  „Beautiful Song”, który nie został uwzględniony na oficjalnej ścieżce dźwiękowej.
W tym samym okresie IU wydała swój drugi japoński minialbum, Can You Hear Me?, zawierający jej pierwsze oryginalne japońskie utwory. Dwa utwory z albumu zostały wydane jako single; „Beautiful Dancer” i „New World” osiągnęły odpowiednio 66. i 76. miejsce na liście Billboard Japan Hot 100, co jest znacznie niższym wynikiem niż japońskie wersje „Good Day” i „You & I”, które były top 10. Rolling Stone Japan pozytywnie ocenił album, podkreślając „Beautiful Dancer” i „Truth”  jako najlepsze utwory. W wywiadzie dla Oricon IU wspomniała, jak bardzo była zszokowana i wzruszona, otrzymując „Beautiful Dancer” i „Truth” od producentów R&B Jimmy'ego Jama i Terry'ego Lewisa. Jej kolejny japoński singiel „Monday Afternoon”, został wydany 11 września 2013 roku, zadebiutował na 27. miejscu na liście Billboard Japan Hot 100 oraz na 9. miejscu na japońskiej liście Oricon Daily Chart.
Prawie dwa lata po wydaniu Last Fantasy, IU wydała swój trzeci album studyjny, Modern Times, 8 października 2013 roku. Opisywano, że jest to „duża zmiana w stosunku do k-popowych korzeni młodej piosenkarki”, która pokazała „bardziej dojrzałe i wyrafinowane brzmienie i wizerunek” niż jej poprzednia twórczość. IU skomponowała i napisała dwa z 13 utworów na albumie, które obejmowały style od swingu po jazz, bossa novę, latynoski pop i folk. Różnorodność stylów jazzowych i mieszanka utworów współpracujących zostały podkreślone w recenzjach Billboard i The Korea Herald. Billboard opisał album jako zawierający „klimat powrotu do przeszłości z nowoczesnym akcentem na wzór płyty Back to Basics Christiny Aguilery”", przy czym IU udowadnia, że ma „zmysły muzyczne znacznie wykraczające poza typową 20-latkę”. The Korea Herald napisał: „...zabytkowe dźwięki i nowoczesne efekty zostały umiejętnie połączone, tworząc świeżą, ale znajomą kompilację piosenek. Modern Times charakteryzuje się wyraźnym beztroskim klimatem, który przypomina jazz z szalonych lat dwudziestych”. Modern Times zadebiutował na pierwszym miejscu listy Gaon Album Chart, podczas gdy siedem jego utworów osiągnęło pozycje w pierwszej dziesiątce na liście Gaon Digital Chart, a główny singiel, „The Red Shoes”, zajął pierwsze miejsce. Album zadebiutował na czwartym miejscu na liście Billboard's World Albums Chart, z dwunastoma utworami na liście K-pop Hot 100. Album znalazł się na drugim miejscu na liście „25 Greatest K-Pop Albums of the 2010s” według Billboard.
W drugim tygodniu swoich działań promocyjnych dla Modern Times, IU postanowiła dołączyć do obsady serialu romantycznej komedii Bel Ami. Zagrała „dziwaczną” i „zabawną” rolę Kim Bo-tong, beztroskiej dwudziestokilkuletniej dziewczyny, która od czasów szkoły średniej podkochuje się w męskim bohaterze. Za swoją grę IU została nominowana w kategorii Wybitna Koreanka Aktorka na 2014 Seoul International Drama Awards. W ramach wsparcia dla Modern Times, IU zorganizowała swoją drugą trasę koncertową z trzema występami, które odbyły się 23–24 listopada 2013 roku w Peace Hall na Uniwersytecie Kyung Hee w Seulu i zakończyły się 1 grudnia 2013 roku w KBS Hall w Busan. Promocja Modern Times kontynuowana była także w 2014 roku, gdy IU występowała po raz pierwszy w Hongkongu na solowym koncercie. Rozszerzona wersja Modern Times, zatytułowana Modern Times — Epilogue, została wydana 20 grudnia 2013 roku, zawierając dwa dodatkowe utwory: „Friday” i „Pastel Crayon”. „Friday” przez dwa tygodnie zajmował pierwsze miejsce na liście Billboard Korea K-pop Hot 100 po premierze. Singiel odniósł sukces na liście Gaon Digital Chart, osiągając pierwsze miejsce, i stał się dziesiątym najlepiej sprzedającym się singlem cyfrowym w 2014 roku.

### 2014:A Flower Bookmark

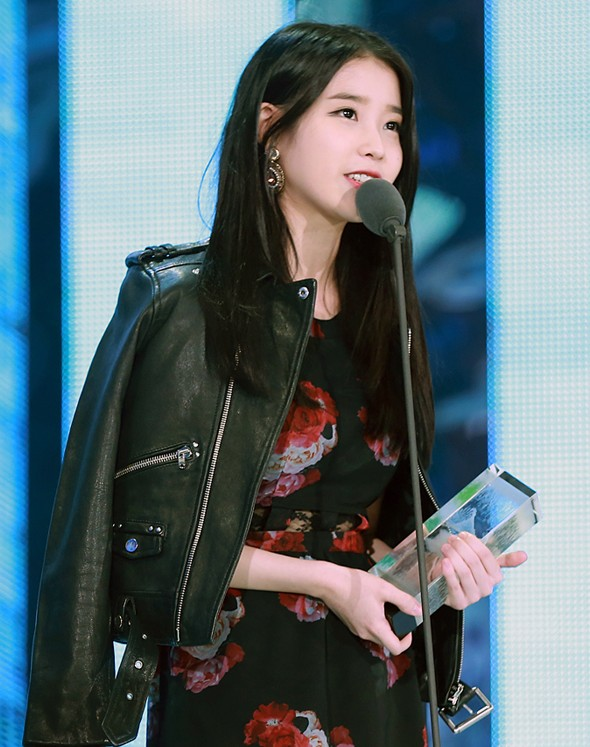
IU na Melon Music Awards 2014

IU wydała swoje szósty koreański minialbum i pierwszy album coverowy, A Flower Bookmark, 16 maja 2014 roku. Album zawiera siedem interpretacji utworów pochodzących z lat 80. i 90. XX wieku, w tym mieszankę gatunków, takich jak ballada, taniec, folk i rock. Album powstał na prośbę fanów i ze względu na pozytywne opinie, jakie wcześniej otrzymała za swoje covery. Trzy utwory zadebiutowały w pierwszej dziesiątce na liście Gaon Digital Chart w tygodniu premiery, a główny singiel, „My Old Story”, ostatecznie osiągnął drugie miejsce. Jednak to jej współpraca z Kim Chang-wanem przy remiksie jego piosenki z 1984 roku, „The Meaning of You”, stała się najlepiej sprzedającym się utworem z albumu i również jej najlepiej sprzedającym się singlem w 2014 roku. Album został dobrze przyjęty przez The Korea Times za „przyjemną, uspokajającą chwilę wytchnienia od głównego nurtu muzyki współczesnych czasów” i pochwalił IU za jej reinterpretacje: „W każdym utworze IU zachowuje staranną równowagę pomiędzy zachowaniem oryginalnego nastroju utworu a zmieniając oryginał, dodając własny kolor i aranżację”. Billboard wyróżnił utwór „Pierrot Smiles at Us”, jako „najbardziej ambitny utwór, który się zaangażowała” i jeden, który potwierdził jej różnorodność jako wokalistki.
IU zrealizowała swoje pragnienie zorganizowania bardziej kameralnego i mniejszego koncertu w ramach swojej trzeciej solowej serii koncertów w Korei, „Just One Step… That Much More”. Seria koncertów odbyła się przez osiem wieczorów od 22 maja do 1 czerwca w Mary Hall na Uniwersytecie Sogang, która mogła pomieścić 450 osób. Bilety na wszystkie osiem pokazów zostały wyprzedane w ciągu 10 minut od ich udostępnienia 7 maja 2014 roku. Oprócz tego, że IU pierwszy raz zagrała na scenie na keyboardzie, wykonała wszystkie siedem utworów z albumu A Flower Bookmark w różnych aranżacjach swoich wcześniejszych piosenek. Gościnnie wystąpili Kim Jong-hyun, Jung Yong-hwa, Hwang Kwanghee, Kim Bum-soo, Lim Seul-ong, Jo Jung-suk, Ha Dong-kyun i Akdong Musician. Zyski z koncertów zostały przekazane ofiarom katastrofy promu Sewol.
Dwa miesiące po zakończeniu swoich solowych koncertów, IU zadebiutowała na scenie w Stanach Zjednoczonych podczas festiwalu muzycznego KCON, który odbył się w Los Angeles 9–10 sierpnia. IU wyraziła swoją niepewność występując na tym wydarzeniu podczas wywiadu dla Billboardu: „Zawsze czuję tremę, gdy występuję na międzynarodowych imprezach... Myślę, że muszę uczyć się angielskiego przed kolejną wizytą w USA. To przytłaczające, kiedy nie można porozumieć się z fanami...”.
W 2014 roku współpraca IU z innymi artystami zaowocowała dziesiątką największych hitów: „Not Spring, Love, or Cherry Blossoms”, ddebiutancki singiel High4, w którym IU wystąpiła jako autorka tekstów i wokalistka, osiągnął pierwsze miejsce zarówno na Gaon Digital Chart, jak i na liście Billboard Korea K-pop Hot 100; „Anxious Heart”, nagrany przez Ulala Session i IU w 2012 roku, ale wydany ponad rok później w ramach szacunku dla śmierci głównej wokalistki Ulala Session, osiągnął czwarte miejsce na liście Gaon Digital Chart; „ing for Me”, który został wydany jako część ósmego albumu studyjnego g.o.d., osiągnął dziewiąte miejsce na liście Gaon Digital Chart; „Sogyeokdong”, napisany przez Seo Taiji na potrzeby jego albumu Quiet Night i zaśpiewany przez IU w wersji wydanej 2 października, zadebiutował na czwartym miejscu listy Gaon Digital Chart; i „When Would It Be”, duet z jej kolegą z wytwórni Yoonem Hyun-sangiem dla jego debiutanckiego albumu, Pianoforte, który również osiągnął dziewiąte miejsce na Gaon Digital Chart. Po tym, jak utwór „Not Spring, Love, or Cherry Blossoms” znalazł się na szczycie listy przebojów Billboard Korea K-pop Hot 100, IU stała się „liderem wszech czasów” z pięcioma numerami jeden i artystką, która spędziła najwięcej tygodni na pierwszym miejscu od czasu powstania listy we wrześniu 2011 roku.

### 2015–2016: Dalsze sukcesy aktorskie i kolejne albumy

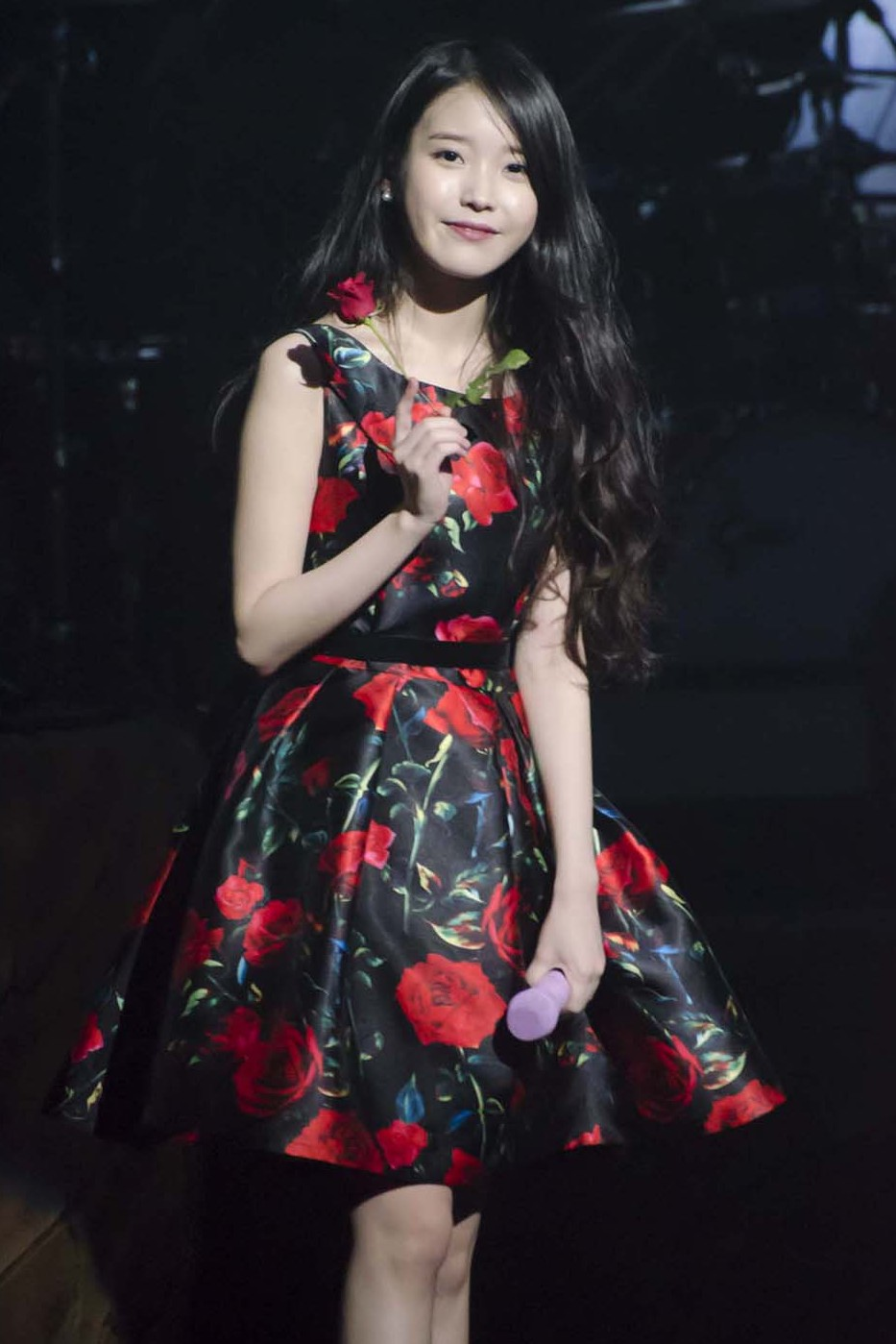
IU podczas trasy koncertowej Chat-Shire 29 listopada 2015 roku.

W 2015 roku, dwa lata po swojej ostatniej roli aktorskiej, IU zagrała u boku Kim Soo-hyuna, Cha Tae-hyuna i Gong Hyo-jina w The Producers, który został uznany za jeden z najbardziej oczekiwanych seriali telewizyjnych roku w Korei Południowej. Zagrała Cindy, piosenkarkę przypominającą diwę, która decyduje się wziąć udział w programie rozrywkowym, aby poprawić swój publiczny wizerunek. Analizując postrzeganą lodowatą postawę swojej bohaterki, IU skomentowała, że może utożsamić się z „gryzącą postawą” swojej bohaterki i tym, jak podobna jest jej postać do siebie. Premiera serialu i kreacja Cindy przez IU spotkały się z chłodnym przyjęciem, ale zarówno oglądalność, jak i reakcje krytyków poprawiły się w trakcie emisji, osiągając szczyt na poziomie 17,7% oglądalności w ostatnim odcinku.  IU wykonała dwie piosenki w charakterze Cindy, „Twenty Three” i „Heart”,obie później zostały dołączone jako dodatkowe utwory na jej albumie z 2015 roku, Chat-Shire. Napisała teksty do obu piosenek, skomponowała także muzykę do „Heart”, który został wydany jako singiel cyfrowy 18 maja. „Heart” zdobył pierwsze miejsce na listach przebojów po premierze i stał się dziesiątym najlepiej sprzedającym się singlem cyfrowym w 2015 roku w Korei Południowej. „Heart” był jednym z wielu k-popowych utworów wykorzystywanych przez Ministerstwo Obrony Korei Południowej w swoich emisjach propagandowych do Korei Północnej podczas napiętych stosunków między obydwoma krajami w sierpniu 2015 roku, z celem promowania „kultury młodzieżowej Korei Południowej”. Dzięki The Producers popularność IU w Chinach gwałtownie wzrosła — według doniesień, otrzymała oferty na kilka projektów od chińskich firm.
Po zakończeniu produkcji The Producers IU wzięła udział w odbywającym się co dwa lata festiwalu muzycznym organizowanym przez program rozrywkowy Infinite Challenge, w którym każdy uczestniczący wokalista i autor tekstów współpracuje z jednym z sześciu prowadzących, aby stworzyć piosenkę na festiwal. Proces przygotowań i wydarzenie festiwalowe zostały wyemitowane w siedmiu odcinkach. IU została przydzielona do współpracy z Park Myeong-su, z którym nagrała i wykonała piosenkę „Leon” (inspirowaną filmem Léon: The Professional). Wydarzenie na żywo, które odbyło się 13 sierpnia 2015 roku, przyciągnęło szacowaną widownię 40 000 osób na kompleksie skoków narciarskich w Alpensia, jak pokazano w ostatnim odcinku, który osiągnął 21,1% udziału w oglądalności w dniu 22 sierpnia. Po emisji ostatniego odcinka „Leon” został wydany wraz z innymi piosenkami z festiwalu w formie utworu cyfrowego oraz na oficjalnym albumie festiwalowym. „Leon” osiągnął pierwsze miejsce na wszystkich listach przebojów w Korei Południowej po premierze.
IU wydała swój siódmy koreański minialbum, Chat-Shire, cyfrowo 23 października 2015 roku, przed jej fizyczną premierą 27 października.IU wywarła większą kontrolę twórczą nad albumem, pisząc teksty do wszystkich siedmiu utworów (oraz dwóch dodatkowych utworów na fizycznej wersji albumu) i komponując muzykę do pięciu utworów, zarówno indywidualnie, jak i we współpracy. Została również uznana za producenta wykonawczego albumu. Główny singiel „Twenty-Three” po wydaniu znalazł się na czołowych miejscach krajowych list przebojów, a kilka utworów z albumu również znalazło się w pierwszej dziesiątce. Album osiągnął szczytową pozycję na czwartym miejscu na liście albumów światowych Billboardu.
Pomimo pozytywnych recenzji krytyków i sukcesu na listach przebojów, album stał się kontrowersyjny z powodu tekstów utworu „Zezé” i użytych próbek dźwiękowych w bonusowym utworze „Twenty Three” (nie mylić z głównym singlem o podobnym tytule). 4 listopada koreański wydawca powieści My Sweet Orange Tree, z której IU zaczerpnęła inspirację do utworu „Zezé”, wzbudził debatę w branży rozrywkowej na temat wolności interpretacji, kiedy skrytykował IU za interpretację pięcioletniego bohatera jako „obiekt seksualny”. Dwa dni później IU wydała publiczne oświadczenie: „Nie miałam zamiaru uczynić Zezé obiektem seksualnym... ale zdaję sobie sprawę, że moje teksty obraziły wielu ludzi, i za to przepraszam”. 10 listopada wydawca wydał przeprosiny za nieuwzględnienie „różnorodności interpretacji”. W dodatkowym utworze „Twenty Three” rzekomo wykorzystano próbki głosu z utworu „Gimme More” Britney Spears bez pozwolenia. Billboard umieścił Chat-Shire na szóstym miejscu wśród najlepszych albumów k-popowych 2015 roku, wyjaśniając, że „IU potrafi przetwarzać brzmienia sprzed lat w niesamowite rezultaty”.

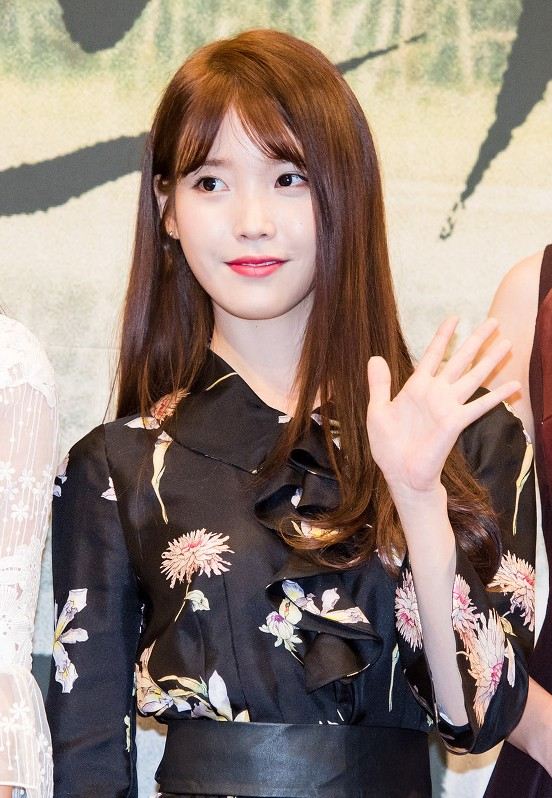
IU na konferencji prasowej Moon Lovers: Scarlet Heart Ryeo, sierpień 2016 roku

Przed wydaniem Chat-Shire LOEN ogłosiło, że IU nie będzie uczestniczyć w promocjach radiowo-telewizyjnych związanych z albumem, zamiast tego odbędzie trasę koncertową po Korei Południowej od listopada do grudnia 2015 roku. Trasa koncertowa Chat-Shire rozpoczęła się w Seulu 21 listopada i kontynuowała się w Busan, Daegu i Gwangju, zanim powróciła do Seulu, gdzie zakończyła się 31 grudnia. W trakcie trasy koncertowej Chat-Shire w Korei Południowej IU zwiększyła także działania promocyjne w Hongkongu, Chinach i na Tajwanie, organizując spotkania z fanami i koncerty w różnych miastach, a także wydając album Smash Hits na rynek tajwański 11 grudnia 2015 roku. Zawierający 16 wcześniej wydanych utworów, Smash Hits został wydany przez Warner Music Taiwan i zadebiutował na szczycie listy albumów K-popowych wiodącego tajwańskiego sklepu muzycznego online, KKBOX, w pierwszym tygodniu po premierze. Bilety na jej koncert 10 stycznia 2016 roku na Tajwanie również zostały wyprzedane w ciągu dwóch minut od rozpoczęcia sprzedaży. Pod koniec 2015 roku IU prowadziła coroczny program muzyczny SBS, Gayo Daejeon, wspólnie z Shin Dong-yup. Producenci programu tak powiedzieli o wyborze gospodarza: „IU zyskała głębokie uznanie za swój talent muzyczny, wykraczający poza wizerunek„ uroczej młodszej siostry Korei ””. Za swoje osiągnięcia w 2015 roku, Ize wymieniło IU jako jedną z „Osób Roku”, podczas gdy GQ Korea przyznała jej tytuł „Kobiety Roku”.
We wrześniu 2016 roku IU zagrała główną rolę, Hae Soo, w serialu Moon Lovers: Scarlet Heart Ryeo, który był koreańską adaptacją chińskiej powieści Bu Bu Jing Xin.

### 2017–2018:Palette,A Flower Bookmark 2iMy Mister

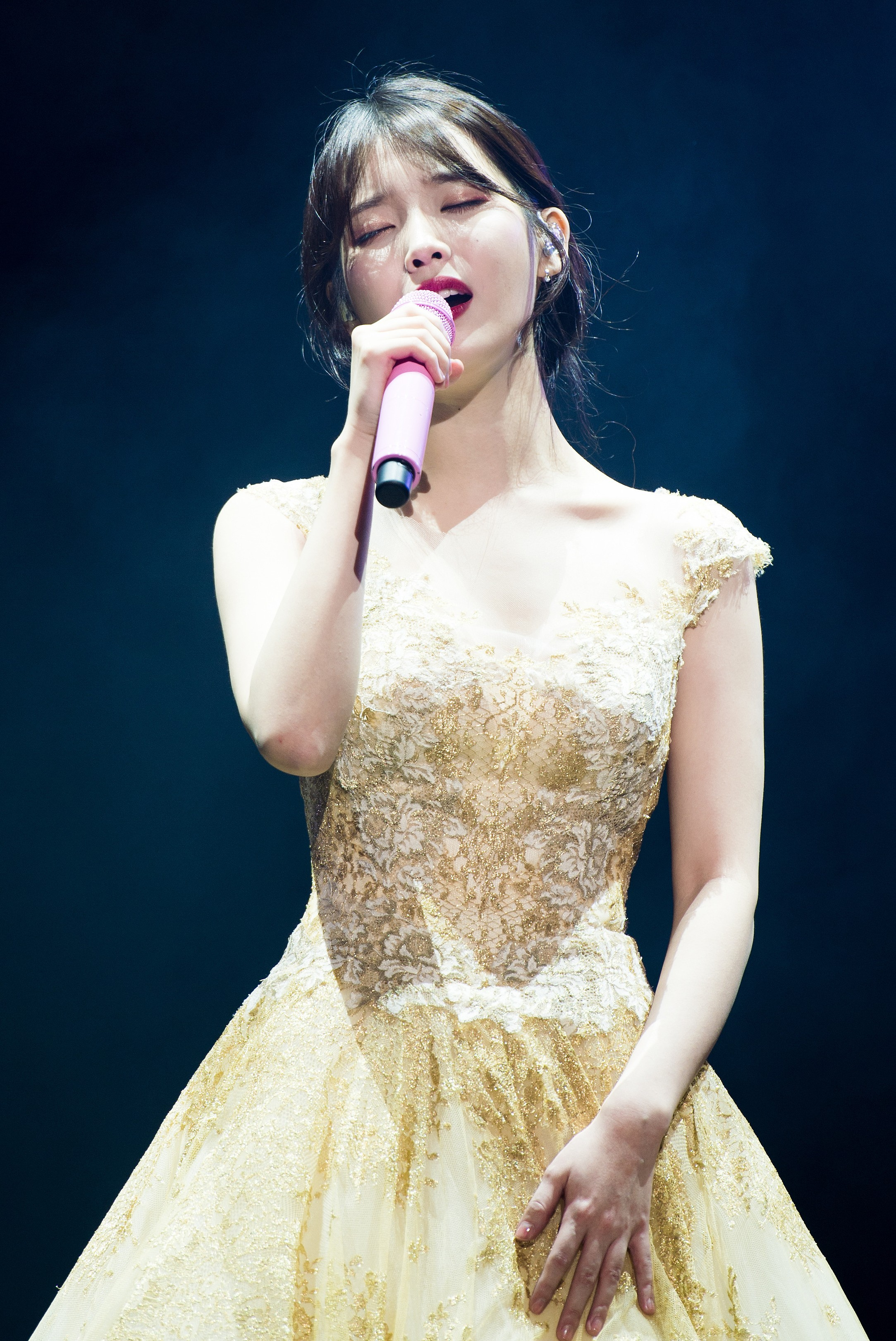
IU na koncercie Palette w Seulu w Korei Południowej, 10 grudnia 2017 roku.

21 kwietnia 2017 roku IU wydała swój czwarty album studyjny Palette, którego była główną autorką tekstów i producentem wykonawczym. Trzy single z albumu zostały wydane wcześniej; główny singiel o tej samej nazwie z udziałem G-Dragona z Big Bang; oraz dwa wcześniej wydane utwory „Through the Night” i „Can't Love You Anymore”. Palette zadebiutowała na szczycie listy Billboard World Albums, co było pierwszym takim osiągnięciem dla piosenkarki, i zdobyła pierwsze miejsce na lokalnych listach sprzedaży albumów oraz pobierania utworów. Palette odniósł odniosła sukces komercyjny, wszystkie trzy single z albumu znalazły się na szczycie listy Gaon Digital Chart, a główny singiel,, „Palette” spędził w sumie dwa tygodnie na pierwszym miejscu. Jednak to jej pierwszy utwór przedpremierowy „Through the Night” stał się najlepiej sprzedającym się utworem z albumu, a także jej najlepiej sprzedającym się singlem 2017 roku.
Palette zyskał także uznanie krytyków i otrzymała wiele wyróżnień, w tym „Najlepszy album popowy”na 15. Korean Music Awards, „Album roku” na Melon Music Awards, i „Nagranie roku (album) na 27. Seoul Music Awards; sama IU została uhonorowana nagrodą dla Najlepszej Artystki na Mnet Asian Music Awards. Album przyniósł także IU nagrodę „Najlepszego Kompozytora"” na Melon Music Awards, nagrodę „autora tekstów roku” na siódmej edycji Gaon Chart Music Awards oraz nagrodę „Producenta roku” dla niej samej i jej zespołu produkcyjnego. IU otrzymała także nagrodę „Song of the Year” na 32. Golden Disc Awards za swój przebój „Through the Night”. Magazyn Billboard umieścił „Palette” na szóstym miejscu swojej listy „Najlepszych Piosenek K-Popowych 2017 roku”, wyjaśniając, że „Melodia zatacza się wśród zdeprawowanego świata autoironii, idiosynkratycznych efektów dźwiękowych i nawiązań do starszych epok”. Magazyn New York Times umieścił także „Palette” na swojej liście „25 piosenek, które mówią nam, dokąd zmierza muzyka”, uczyniając IU jedynym azjatyckim artystą na liście i doceniając jej zdolność jako autorki piosenek do wyrażania autentyczności w k-popie. Ponadto, Billboard sklasyfikował „Palette” jako najlepszy album k-popowy 2017 roku, wyjaśniając, że „Album tak imponujący i dźwięcznie zróżnicowany jak Palette dowodzi, dlaczego wprowadzenie osobistych doświadczeń artysty do ich muzyki może prowadzić do ich najlepszej pracy do tej pory”. W okresie promocyjnym Palette IU dołączyło do reality show Hyori's Homestay.
IU wydała swój drugi album z coverami, A Flower Bookmark 2, 22 września 2017 roku. Podobnie jak jego poprzednik, album zawierał reinterpretacje utworów wydanych od lat 60. do wczesnych lat 2000. z mieszanką gatunków takich folk, retro, ballada i nu-disco. Przed premierą albumu pojawił się singiel zatytułowany „Autumn Morning”, który został wydany bez wcześniejszego ogłoszenia 18 września, aby uczcić dziewiątą rocznicę debiutu piosenkarki. Album pierwotnie miał zawierać utwór „With the Heart to Forget You” Kim Kwang-seoka, jednak w związku z ostatnimi wydarzeniami wokół rodziny piosenkarza ostatecznie zdecydowano, że utwór zostanie usunięty ze względu na toczący się śledztwa. Później w listopadzie i grudniu 2017 roku IU wyruszyła w trasę po różnych miastach Korei oraz Hongkongu, aby promować album. IU pojawiła się również w tytułowym utworze „Love Story” na dziewiątym albumie Epik High, zatytułowanym We've Done Something Wonderful, który ukazał się 23 października 2017 roku. Instytut Gallup Korea sklasyfikował ją jako najpopularniejszego artystę k-popu roku 2017 (wcześniej zajmowała pierwsze miejsce w rankingu w 2014 roku) oraz najpopularniejszego idola k-popu tego roku.
W marcu 2018 roku IU wystąpiła w serialu tvN zatytułowanym My Mister, wcielając się w postać Lee Ji-an. IU wzięła również udział w nagraniu utworu „Soulmate” Zico, który został wydany 23 lipca 2018 roku. Po premierze singiel zajął pierwsze miejsce na dziennych i czasie rzeczywistym listach wszystkich 6 głównych koreańskich serwisów muzycznych oraz zdobył pozycję numer jeden na liście Gaon Digital Chart.
Aby uczcić swoją dziesiątą rocznicę debiutu, IU wydała singiel zatytułowany „Bbibbi”  w październiku 2018 roku. Teledysk został wydany razem z singlem 10 października 2018 roku. Singiel zajął pierwsze miejsce na liście Gaon Digital Chart i piąte miejsce na liście Billboard 's World Digital Songs Chart. Magazyn Billboard umieścił „Bbibbi” na 87. miejscu listy „Najlepszych piosenek 2018 roku”, wyjaśniając, że „Singiel nie tylko komentuje doświadczenia IU w życiu publicznym, ale także pełni funkcję uniwersalnego hymnu wzmacniającego, wzmacniającego świadomość i uznanie własnej wartości i dobra osobiste”. Singiel został również umieszczony na 4. miejscu na liście „20 najlepszych piosenek K-pop 2018” magazynu Billboard. IU rozpoczęła swoją pierwszą azjatycką trasę koncertową, zatytułowaną IU 10th Anniversary Tour Concert, 28 października 2018 roku. Dwa miesiące później IU pojawiła się w utworze „Fairytale” Kim Dong-ryula, który zajął czwarte miejsce na liście Gaon Digital Chart.

### 2019–2021:Hotel del Luna,Love PoemiLilac

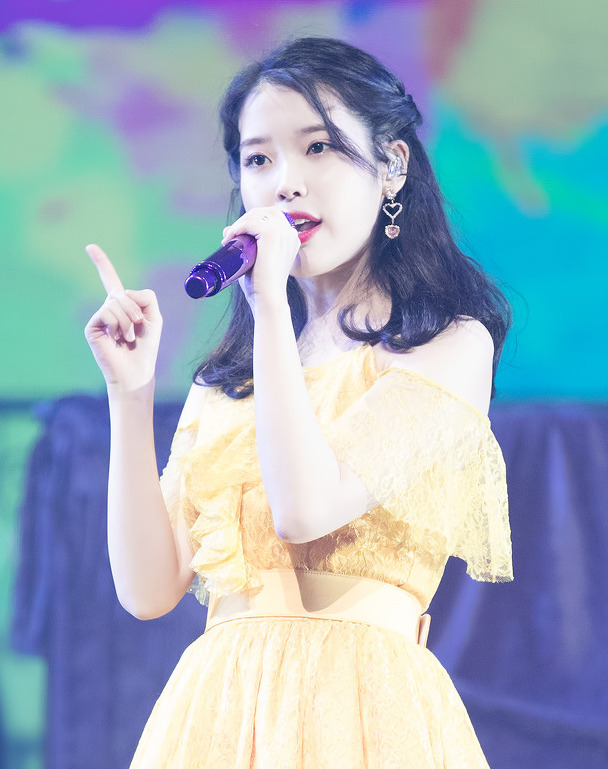
IU na koncercie w Jeju podczas trasy Dlwlrma 5 stycznia 2019.

11 kwietnia 2019 roku IU zadebiutowała na ekranie filmowym w antologii serialu Netflix Persona. W każdym z czterech filmów krótkometrażowych wcieliła się w różne postacie, których scenariuszem i reżyserią zajęli się uznani przez krytyków reżyserzy: Lee Kyoung-mi, Yim Pil-sung, Jeon Go-woon i Kim Jong-kwan. Był to szósty najpopularniejszy program w serwisie Netflix w Korei w 2019 roku. Latem IU zagrała w kryminalnym dramacie fantasy Hotel del Luna napisanym przez siostry Hong. Wykonała także jedną z piosenek na ścieżce dźwiękowej, „Happy Ending”. Serial odniósł sukces komercyjny, notując najwyższe wyniki oglądalności w swoim czasie emisji przez cały czas trwania emisji. IU miała wydać swój dziewiąty minialbum, Love Poem, 1 listopada. Zdecydowała się jednak przełożyć wydanie albumu na 18 listopada po śmierci swojej bliskiej przyjaciółki Sulli. Jej singiel „Peach” (2012), zainspirowany przez Sulli, powrócił na listy przebojów jako hołd dla zmarłej piosenkarki. Tytułowy singiel z minialbumu został wydany zgodnie z planem, osiągając później szczyt na liście Gaon Digital Chart i dziewiąte miejsce na Billboard's World Digital Songs Chart. 2 listopada 2019 roku IU rozpoczęła w Gwangju swoją drugą azjatycką trasę koncertową zatytułowaną Love Poem. Niemal 90 000 fanów odwiedziło jej dwumiesięczną trasę, podczas której odwiedziła 10 miast.
Po raz pierwszy od dziewięciu lat IU wzięła udział w ścieżce dźwiękowej albumu z piosenką „Give You My Heart” do hitowej romantycznej komedii Crash Landing on You. 6 maja 2020 roku IU wydała singiel „Eight” z udziałem i produkcją Sugi z BTS. Nawiązuje on do wcześniejszych singli IU „Twenty-Three” (2015) i „Palette” (2017), które razem składają się na jej serię o dojrzewaniu. Tytuł utworu wywodzi się od ostatniej cyfry koreańskiego wieku „dwadzieścia osiem lat” obu artystów. 19 czerwca 2020 roku IU wydała piosenkę „Into the I-LAND” jako piosenkę dla survivalowego reality show I-Land.
9 stycznia 2021 roku IU zdobyła nagrodę Song of the Year na 35. edycji Golden Disc Awards za „Blueming”, stając się pierwszą solistką, która w historii rozdania nagród zdobyła dwie główne nagrody. Podczas przyjmowania nagrody na scenie, zasugerowała, że niedługo powróci z nowym singlem zatytułowanym „Celebrity” i że nowa piosenka będzie miała orzeźwiający i radosny dźwięk popowy. Dwa dni później, Edam Entertainment potwierdziło jej powrót z przedpremierowy singiel „Celebrity” 27 stycznia 2021 roku. 3 marca ogłosiła swój piąty album studyjny Lilac, który ukazał się 25 marca i odniósł natychmiastowy sukces komercyjny; album zadebiutował na szczycie listy Gaon Album Chart, a wszystkie utwory jednocześnie znalazły się w pierwszej trzydziestce na liście Gaon Digital Chart. W październiku IU ogłosiła, że jej cyfrowy singiel „Strawberry Moon” zostanie wydany 19 października. IU zapowiedział później specjalny album zatytułowany Pieces, który ukazał się 29 grudnia.

### Od 2022:Broker

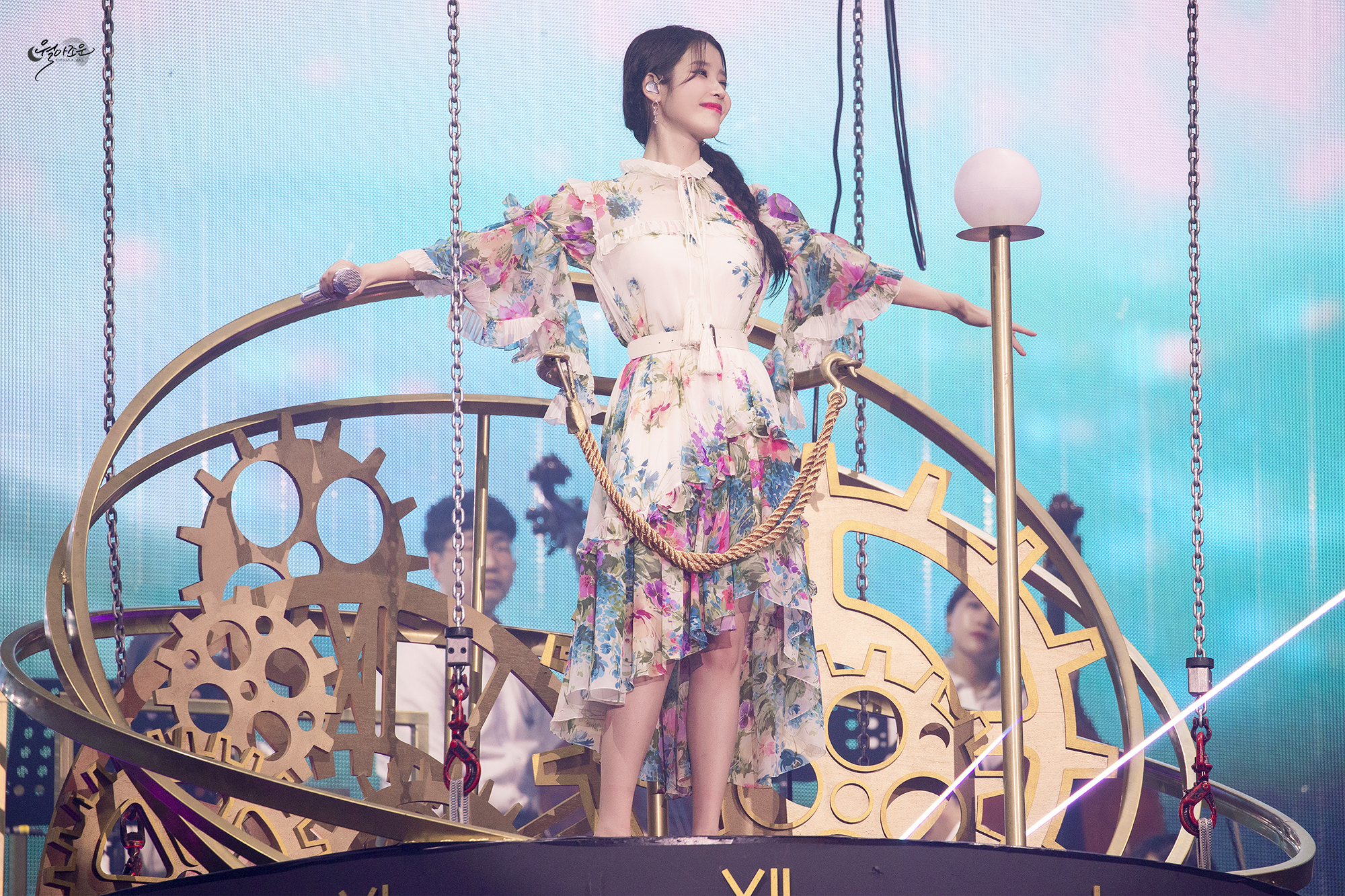
IU na koncercie The Golden Hour: Under the Orange Sun 18 września 2022 roku.

Pierwszym projektem IU w 2022 roku był wspólny singiel „Ganadara” z Jayem Parkiem, który zajął pierwsze miejsce zarówno na liście Gaon Digital Chart, jak i na liście Billboard K-pop Hot 100. Jej pierwszy film dokumentalny, Pieces: 29th Winter, miał premierę zaplanowaną na 16 marca, ale później został przesunięty na 23 marca.
W następnym miesiącu IU zagrała w filmie Broker, wcielając się w rolę samotnej matki So-young, która początkowo decyduje się zostawić swoje noworodka w oknie życia, ale później zmienia zdanie i próbuje odzyskać swoje dziecko. Reżyser Hirokazu Kore-eda wybrał IU do obsady po obejrzeniu jej poruszającej roli w serialu My Mister (2018), ponieważ uważał, że jest jedyną aktorką, która może uosabiać postać So-young. Broker został nominowany do Złotch Palm, a jego premiera odbyła się na 75. Festiwalu Filmowym w Cannes. Krytyk filmowy Ben Rolph pochwalił występ IU, pisząc, że „to piosenkarka K-pop, która stała się aktorką Lee Ji-eun, prowadzi zespół na ścieżkę świetności, gdy daje z siebie wszystko. Ona jest duszą filmu”. Za tę rolę otrzymała nominację do nagrody dla Najlepszej Nowej Aktorki na 27. Międzynarodowym Festiwalu Filmowym Chunsa.
27 lipca 2022 roku ogłoszono, że IU zorganizuje koncert The Golden Hour: Under the Orange Sun na stadionie olimpijskim w Seulu w dniach 17 i 18 września, stając się pierwszą koreańską artystką, która tam wystąpi.
3 stycznia 2020 roku ogłoszono, że IU zagra główną rolę w komediodramacie Dream w reżyserii Lee Byeong-heon, opowiadającym historię grupy ludzi uczestniczących w Pucharze Świata Bezdomnych. Zdjęcia zakończono na Węgrzech 13 kwietnia 2022 roku. Komentując to przeżycie, powiedziała: „To były moje pierwsze zdjęcia do filmu fabularnego. Zdjęcia te zgromadziły więcej wspomnień niż jakakolwiek inna praca, więc myślę, że na długo pozostaną one w mojej pamięci”. Film miał premierę 26 kwietnia 2023 roku.
4 kwietnia 2023 roku Big Hit Music ogłosiło drugą współpracę pomiędzy IU i członkiem BTS Sugą, pod jego pseudonimem Agust D, dla utworu zatytułowanego „People Pt. 2”. Piosenka została wydana 7 kwietnia jako przedpremierowy utwór z pierwszego solowego albumu Sugi D-Day. IU wydała singiel „Love Wins All” 24 stycznia 2024 roku. Piosenka ta jest częścią jej szóstego minialbumu zatytułowanego The Winning, który został wydany 20 lutego.

## Filmografia

### Seriale telewizyjne
| Rok  | Tytuł                                                              | Rola                 | Uwagi              | Stacja  |
| ---- | ------------------------------------------------------------------ | -------------------- | ------------------ | ------- |
| 2011 | Szkoła Marzeń                                                      | Kim Pil-suk          | Główna rola        | KBS2    |
| 2011 | Welcome to the Show (웰컴 투 더 쇼)                                | ona sama             | 1. odcinek         | SBS     |
| 2012 | Dream High 2                                                       | Kim Pil-suk          | 1. odcinek (cameo) | KBS2    |
| 2012 | Doryongnyong Dosawa Geurimja Jojakdan (도롱뇽도사와 그림자 조작단) | kieszonkowiec Ji-eun | 6. odcinek (cameo) | SBS     |
| 2013 | Choegoda Lee Soon-shin (최고다 이순신)                             | Lee Soon-shin        | Główna rola        | KBS2    |
| 2013 | Yeppeun namja (예쁜남자)                                           | Kim Bo-tong          | Główna rola        | KBS2    |
| 2015 | Producent                                                          | Cindy                | Główna rola        | KBS2    |
| 2016 | Dar-ui yeon-in – Bobogyeongsim ryeo                                | Go Ha-jin / Hae Soo  | Główna rola        | SBS     |
| 2018 | Naui Ajeossi My Mister / My Ajussi (나의 아저씨)                   | Lee Ji-an            | Główna rola        | tvN     |
| 2019 | Persona                                                            | różne                | Główna rola        | Netflix |
| 2019 | Hotel del Luna                                                     | Jang Man-wol         | Główna rola        | tvN     |

### Programy rewiowe
| Rok       | Tytuł                                                   | Uwagi                                          |
| --------- | ------------------------------------------------------- | ---------------------------------------------- |
| 2009      | Star Golden Bell                                        | uczestniczka (2 odcinki)                       |
| 2010      | Heroes                                                  | główna obsada                                  |
| 2010      | Star Golden Bell                                        | uczestniczka (2 odcinki)                       |
| 2010      | 1000 Songs Challenge                                    | uczestniczka (1 odcinek z Luną z f(x))         |
| 2011      | Kim Yuna's Kiss & Cry                                   | uczestniczka (8 odcinków)                      |
| 2011–2013 | Inkigayo                                                | prowadząca                                     |
| 2011-2013 | Running Man                                             | gościnnie (odc. 43, 77, 96, 97, 168)           |
| 2012      | Quiz Show Q                                             | współprowadząca z Park Myeong-su i Sun Bom-soo |
| 2012      | 2012 SBS Gayo Daejeon                                   | współprowadząca z Bae Suzy i Jung Gyu-woon     |
| 2012      | The Crown Princess Project – Restoring The Royal Family | obsada (23.01.2012)                            |
| 2013      | Picnic Live Soundscape – IU's Secret Vacation           | prowadząca (11.11.2013)                        |
| 2013      | Hidden Singer 2                                         | uczestniczka                                   |
| 2014      | Tray Relay Song                                         | prowadząca (wspólnie z Shin Dong-yup)          |
| 2015      | Infinite Challenge                                      | uczestniczka (7 odcinków)                      |
| 2015      | 2015 SBS Gayo Daejeon                                   | prowadząca (wspólnie z Shin Dong-yup)          |